# Ван (Техас)
Ван (англ. Van) — місто (англ. city) в США, в окрузі Ван-Зандт штату Техас. Населення — 2664 особи (2020).

## Географія
Ван розташований за координатами 32°31′26″ пн. ш. 95°38′15″ зх. д. / 32.52389° пн. ш. 95.63750° зх. д. (32.523868, -95.637580).  За даними Бюро перепису населення США в 2010 році місто мало площу 7,73 км², з яких 7,73 км² — суходіл та 0,00 км² — водойми.

## Демографія
Згідно з переписом 2010 року, у місті мешкали 2632 особи в 978 домогосподарствах у складі 716 родин. Густота населення становила 340 осіб/км².  Було 1074 помешкання (139/км²).
Расовий склад населення:
| - 94,0 % — білих - 1,5 % — чорних або афроамериканців - 0,9 % — корінних американців - 0,5 % — азіатів - 1,9 % — осіб інших рас |

До двох чи більше рас належало 1,2 %. Частка іспаномовних становила 10,3 % від усіх жителів.
За віковим діапазоном населення розподілялося таким чином: 28,8 % — особи молодші 18 років, 56,3 % — особи у віці 18—64 років, 14,9 % — особи у віці 65 років та старші. Медіана віку мешканця становила 34,8 року. На 100 осіб жіночої статі у місті припадало 88,0 чоловіків;  на 100 жінок у віці від 18 років та старших — 85,5 чоловіків також старших 18 років.
Середній дохід на одне домашнє господарство  становив 56 989 доларів США (медіана — 45 185), а середній дохід на одну сім'ю — 69 649 доларів (медіана — 62 250). Медіана доходів становила 42 554 долари для чоловіків та 35 705 доларів для жінок. За межею бідності перебувало 13,5 % осіб, у тому числі 19,8 % дітей у віці до 18 років та 5,4 % осіб у віці 65 років та старших.
Цивільне працевлаштоване населення становило 1146 осіб. Основні галузі зайнятості: освіта, охорона здоров'я та соціальна допомога — 30,2 %, роздрібна торгівля — 22,0 %, транспорт — 7,7 %, мистецтво, розваги та відпочинок — 5,9 %.